# East Petersburg
Pour les articles homonymes, voir Petersburg.
East Petersburg est un borough situé au centre du comté de Lancaster, en Pennsylvanie, aux États-Unis,. En 2010, il comptait une population de 4 450 habitants, estimée au 1er juillet 2020 à 4 649 habitants. Le borough est incorporé le 20 décembre 1946.

## Démographie
Lors du recensement de 2010, le borough comptait une population de 4 450 habitants. Elle est estimée, en 2020, à 4 649 habitants.

### Source de la traduction
- (en) Cet article est partiellement ou en totalité issu de l’article de Wikipédia en anglais intitulé « East Petersburg, Pennsylvania » (voir la liste des auteurs).